# Tatort: Die Anwältin
Die Anwältin ist ein Fernsehfilm aus der Kriminalreihe Tatort der ARD, des ORF und SRF. Der Film wurde vom MDR unter der Regie von Dieter Berner produziert und am 1. April 2007 erstmals ausgestrahlt. Es handelt sich um die Tatort-Folge 661. Für den Kriminalhauptkommissar Bruno Ehrlicher und seinen Kollegen Kain  ist es der zweiundzwanzigste Fall, den sie in Leipzig ermitteln.

## Handlung
Der Bauinvestor Peter Ludwig hat einen Prozess gewonnen, wonach er fast eine halbe Million Euro wegen angeblicher Baumängel an Werner Mühl nicht zahlen muss. Er feiert seinen fragwürdigen Sieg zusammen mit seiner Anwältin Corinna Becker. Am nächsten Morgen wird Ludwig erschossen in seiner Villa aufgefunden. Ehrlicher und Kain ermitteln und erfahren von der Putzfrau, die den Toten auch gefunden hatte, dass ihrer Meinung nach drei wertvolle Bilder fehlen. Später wird auch das Fehlen einer Uhrensammlung festgestellt, was insgesamt einen Wert von ungefähr 500.000 Euro ausmacht.
Der erste Verdächtige erscheint den Ermittlern der Ehemann der Putzfrau zu sein, da er sich in Ludwigs Haus auskannte und vor kurzem entlassen werden musste, da sein Chef, Werner Mühl, Konkurs anmelden musste. Andererseits hat sich der Bauinvestor durch sein Geschäftsgebaren viele Feinde gemacht. Zusammen mit seiner Anwältin, die sich für ihren Mandanten sogar des Prozessbetruges schuldig gemacht haben dürfte, gelang es ihm häufig, Handwerker um deren Forderungen zu bringen.
Bei einer Hausdurchsuchung bei Werner Mühl werden die gestohlenen Wertgegenstände gefunden, woraufhin er verhaftet wird. Er gibt zu, die Bilder gestohlen zu haben, aber getötet hätte er Ludwig nicht. Da an Mühls Kleidung keine Schmauchspuren gefunden werden, hat Ehrlicher auch Zweifel an dessen Täterschaft, was den Mord betrifft.
Mittlerweile befasst sich Staatsanwältin Mitterer mit Ludwigs Machenschaften und sie findet diverse Scheinfirmen, über die er fingierte Abrechnungen getätigt hat und so im Laufe der Jahre ein Millionenvermögen angehäuft haben muss. Dabei dürfte ihm auch der Kreditsachbearbeiter Dr. Stefan Bischof, der Ludwig noch zuletzt angerufen hatte, geholfen haben. Aufgrund dieser Vorwürfe wurde Bischof mittlerweile von seiner Bank suspendiert und Ehrlicher lässt ihn überwachen. Dabei kommt er einer Erpressung auf die Spur. Andreas Becker, der Ehemann der Anwältin, hat von Bischof Geld gefordert, da er in den Besitz einer Kontovollmacht gelangt war, die Bischof autorisierte, über Ludwigs Konten in der Schweiz zu verfügen. Bischof leugnet, seinen Geschäftspartner umgebracht zu haben. Da keinerlei DNA-Spuren des Verdächtigen am Tatort gefunden werden, bleibt Ehrlicher skeptisch. Er fragt sich hingegen, wie es einer Anwältin geht, die erkennen muss, dass sie mit ihrem Wissen und Können das Unrecht mehr unterstützt als das Recht. Zudem hatte Corinna Becker erfahren, dass Ludwig sich ins Ausland absetzen wollte und sie dann auf den Schulden der insolventen Scheinfirma sitzen geblieben wäre. Mit diesen Fakten konfrontiert gibt sie zu, Ludwig aus Wut darüber mit dessen eigenem Revolver erschossen zu haben.
Nachdem die Gerichtsmedizin herausgefunden hat, dass Ludwig nicht an dem Schuss gestorben war, sondern am Boden liegend erstickt wurde, muss es einen zweiten Täter geben. Um ihn zu finden, wird die Anwältin nicht in Polizeigewahrsam behalten, sondern observiert. Die Beamten folgen ihr bis zu einem Wohnwagen, wo sie sich mit ihrem Mann trifft. Ihr gegenüber gibt er zu, ihr an dem Abend gefolgt zu sein und Ludwig erstickt zu haben. Ehrlicher und Kain begeben sich selber zu dem Campingplatz und müssen mit ansehen, wie der Wohnwagen plötzlich explodiert. Deprimiert fahren sie zurück nach Leipzig, erblicken jedoch an der Landstraße zwei angeschlossene Fahrräder. Als sie eine Weile dort warten, erscheinen Corinna und Andreas Becker, die nun festgenommen werden.

## Hintergrund
Die Anwältin wurde im Auftrag des MDR von der Saxonia Media Filmproduktion GmbH produziert und in Leipzig gedreht.

## Rezeption

### Einschaltquoten
Bei seiner Erstausstrahlung am 1. April 2007 wurde die Folge Die Anwältin in Deutschland von 7,96 Millionen Zuschauer gesehen, was einem Marktanteil von 22,4 Prozent entsprach.

### Kritik
Tilmann P. Gangloff von tittelbach.tv meint zu diesem Tatort: „Nach der Abdankung von Ernst Bienzle ist Bruno Ehrlicher der letzte Fernsehkommissar der alten Schule, und auch er macht es ja nicht mehr lange. Irgendwann wird man es womöglich vermissen, wenn er einem Verdächtigen treuherzig in die Augen blickt und fragt: ‚Mal unter uns: Haben Sie Ludwig umgebracht?‘. Im Vergleich zu den ungleich temporeicheren Krimis etwa aus Münster, München oder Köln aber wirken die Geschichten aus Leipzig ziemlich verstaubt. Ihre Fan-Gemeinde haben sie dennoch, und tatsächlich ist der von Dieter Berner zwar unauffällig, aber solide inszenierte Film nie langweilig. Nur behäbig.“
Für die welt.de kritisiert Franz Solms-Laubach und kommt zu dem Urteil: „Der Film ist trotz seiner Schwächen kein schlechter Tatort. Vor allem hat er ein gutes, beinahe schon Hollywood taugliches Ende. Man muss Ehrlicher und Kain als Kommissare schon mögen, um den Film durchzuhalten, denn ihre ‚Nun bleib mal auf dem Teppich‘ Mentalität kann einem schon auf die Nerven gehen. Doreen Jacobi ist aber durchaus sehenswert und spielt ihre Rolle als braves Mädchen, das auf die schiefe Bahn gerät, gut.“
Die Kritiker der Fernsehzeitschrift TV Spielfilm nennen diesen Tatort „behäbig und konventionell“ und  „Standardkrimi mit blassem Personal.“ Sie vergaben nur eine mittlere Wertung.